# Симеон Шумаковић
Симеон Шумаковић (Бостане, 1878. – Медвеђа, 1920.) је био председник бостанске општине, народни посланик и национални радник и има великих заслуга на просветном пољу становника Новог Брда.

## Живот и рад
Учесник је Топличког устанка од самог почетка и близак сарадник војводе Косте Пећанца, а био је четовођа гњилански.
Био је председник општине у Бостану и народни посланик од 1920. године до 1914. године, са малом прекидима.
Припадао је Радикалној странци и блиско сарађивао са чувеним учитељем Живком Поповићем из Гњилана.
Симеон Шумаковић је заслужан за изградњу школске зграде у Пасјану и друге школске зграду у Бостану. После ослобођења и завршетка Првог светског рата од 1920. године црквена школа у Бостану претворена је у општински суд. Од 1920. године на иницијативу општинског одбора и тадашњег председника општине Шумаковића Симеона сазидана је нова школска зграда у самом селу.